# Aire de Wernicke

Cerveau humain avec l'aire de Wernicke en rouge.

Pour les articles homonymes, voir Aire.
L'aire de Wernicke est une partie du cerveau humain localisée dans le lobe temporal gauche, proche du cortex auditif primaire (zone de Heschl). Dans le classement systématique de Brodmann, cette aire correspond aux numéros 22, 39 et 40.
|                                      |  |
| Aires de Brodmann, surface latérale. |  |

## Fonction
Comme souvent, la fonction de cette aire est connue par les lésions qui y sont associées. En l'occurrence, Carl Wernicke, neurologue et psychiatre allemand, associe cette aire à un certain type d'aphasie dite de Wernicke. Les personnes ayant une lésion à cet endroit possèdent un déficit de compréhension du langage, oral comme écrit. Elles possèdent pourtant un débit de parole fluide, mais incompréhensible. Cette aire est aussi un centre de stockage possible de la représentation auditive des mots. Cette aire appartient donc au cortex associatif spécifique auditif. Le langage étant une fonction latéralisée du cerveau, elle est retrouvée dans l’hémisphère gauche chez environ 99 % des droitiers et 70 % des gauchers. La proximité du cortex moteur permet d'associer des fonctions motrices au langage : parler avec les mains (langue des signes).
Cette aire est connectée à une autre aire critique pour le langage, l'aire de Broca, par le faisceau arqué. Les lésions de ce faisceau produisent une aphasie de conduction.